# Peter Hain

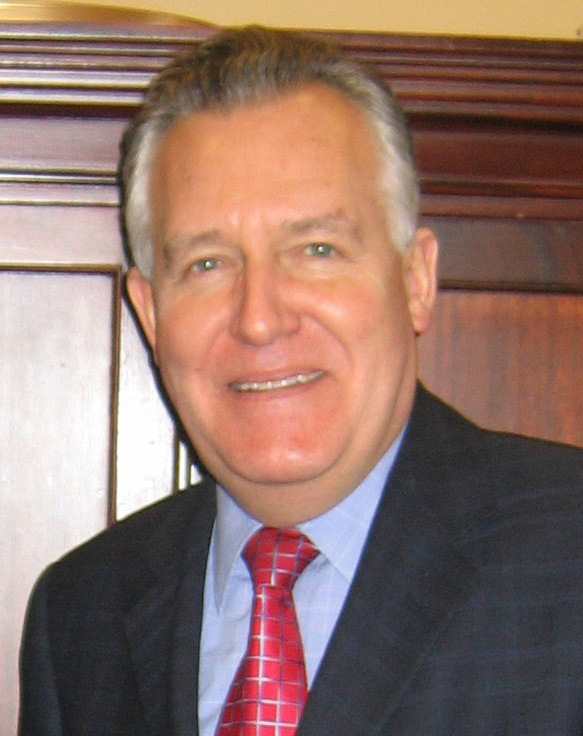
Peter Hain

Peter Hain, född 16 februari 1950 i Nairobi i Kenya, är en brittisk politiker.
Peter Hains föräldrar var sydafrikaner som var engagerade i kampen mot apartheid. De förföljdes för sin politiska verksamhet och flyttade 1966 till London. Även Peter Hain engagerade sig politiskt och blev en ledande antiapartheidaktivist i Storbritannien. Särskilt känd var han i kampanjen för att hindra sydafrikanska idrottslag från att turnera i Storbritannien 1969-1970. Aktivisterna, med Hain i spetsen, tillgrep direkta aktionsmetoder för att störa idrottsmännens verksamhet. 1972 utsattes Hain för ett mordförsök, då en brevbomb skickades till honom. Några år senare blev han anklagad för ett bankrån. Han frikändes i rättegången och hävdade själv att Sydafrikas säkerhetstjänst hade försökt sätta dit honom. 
Partipolitiskt tillhörde Hain först det liberala partiet och blev ledare för dess ungdomsförbund. Peter Hain stod långt till vänster inom liberalerna, och 1977 gick han över till Labour. Han var en av grundarna av Anti-Nazi League samma år.
Peter Hain arbetade som utredare inom fackföreningsrörelsen, innan han invaldes i underhuset i ett fyllnadsval 1991 för valkretsen Neath i Wales. Han har blivit återvald för denna valkrets i de följande valen. Efter Labours valseger 1997 kom Hain in i regeringen, där han först innehade olika biträdande ministerposter, först i departementet för Wales. Han spelade också en viktig roll i folkomröstningen om självstyre för Wales 1997, som vanns med knapp marginal av ja-sidan. Hain blev senare minister för Afrika i utrikesdepartementet. I den positionen blev han av Zimbabwes premiärminister Robert Mugabe, som han tidigare stött i kampen mot apartheid, anklagad för att vara rasist på grund av Storbritanniens kritik mot Zimbabwes expropriationer av vita bönders jord. Efter en kort period i handelsdepartementet återvände han till utrikesdepartementet, nu som Europaminister. Han blev också den brittiska regeringens representant i Europeiska konventet, där han var en omtalad och viktig deltagare. 
I oktober 2002 blev Hain medlem av kabinettet som minister för Wales (Secretary of State for Wales). Han fortsatte samtidigt sitt arbete i Europeiska konventet. 2003 utnämndes han till ledare för underhuset (Leader of the House of Commons) och Lord Privy Seal, samtidigt som han behöll ministerposten för Wales. Efter valet 2005 övertog han posten som Nordirlandsminister efter Paul Murphy, och var minister för både Wales och Nordirland till juni 2007. I Gordon Browns ombildade regering behöll han posten som minister för Wales, men övergick från Nordirlandsposten till att vara arbets- och pensionsminister. Han avgick som minister i januari 2008, men var åter minister för Wales mellan juni 2009 och maj 2010.